# فران کورتس
فران کورتس (انگلیسی: Fran Cortés؛ زادهٔ ۴ فوریهٔ ۱۹۸۶) بازیکن فوتبال اهل اسپانیا است.
از باشگاه‌هایی که در آن بازی کرده‌است می‌توان به باشگاه فوتبال کادیس اشاره کرد.